# Otto Freybe
Otto Freybe (* 25. September 1865 in Nordhausen; † 17. September 1923 in Berlin) war ein deutscher Meteorologe.

## Leben

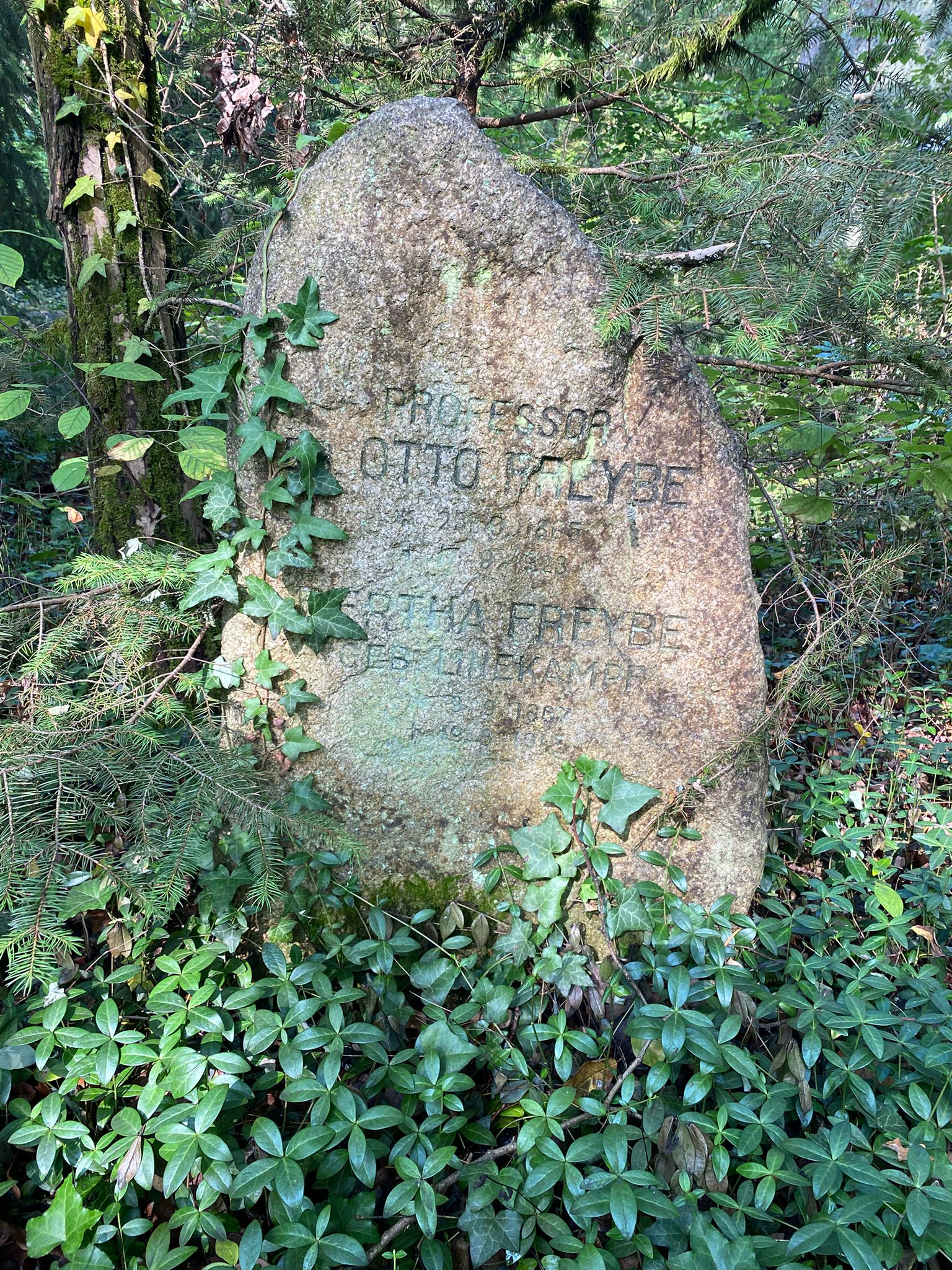
Grabstätte auf dem Südwestkirchhof Stahnsdorf

Der Sohn eines Buchbinders studierte in Halle an der Saale und Berlin Naturwissenschaften und trat in den Schuldienst. 1892 war er in Rudolstadt an einem Gymnasium tätig und wechselte 1896 an die Landwirtschaftsschule in Weilburg. Neben seiner Lehrtätigkeit gründete er im Jahr 1900 die Wetterdienststelle Weilburg mit dem Ziel, Wetterkarten und -Prognosen so zu erstellen, dass sie noch am gleichen Tag in die Hände der Abonnenten gelangten. Freybe erreichte dies durch die Beschränkung auf einen kleinen Zustellbezirk, auf die Erstellung der Wetterkarten durch ein einfaches Druckverfahren in kürzester Zeit und die rasche Versendung mit dem nächsten Zug. Damit schuf er wichtige Grundlagen für den 1906 gegründeten Norddeutschen Wetterdienst des Preußischen Landwirtschaftsministeriums.
Freybe erarbeitete Lehrbücher und hielt mit Richard Börnstein Kurse für praktische Wetterkunde an der Landwirtschaftlichen Hochschule Berlin. 1910 erhielt er den Professorentitel. Im Ersten Weltkrieg war Freybe im Marine-Wetterdienst in Libau eingesetzt, wo er mit dem Meteorologen Richard Hennig zusammenarbeitete.
1921 wurde er an der Universität Marburg mit einer Dissertation über Marburgs Witterung im Vergleich mit den Witterungsverhältnissen der umliegenden Berglandschaft promoviert. 1923 wurde Freybe mit der Eingliederung des Berliner Wetterdienstes in das Preußische Meteorologische Institut dessen Leiter, starb aber noch im selben Jahr. Sein Nachfolger wurde Willi König.
Otto Freybes Grab befindet sich auf dem Südwestkirchhof Stahnsdorf.

## Veröffentlichungen (Auswahl)
- Kurze Anleitung zum Gebrauch von Wetterkarten, Berlin 1907
- Klima- und Witterungskunde, Hannover 1908
- Wetterkartenatlas, eine methodisch geordnete Sammlung von Wetterkarten mit erläuterndem Text, Berlin 1912
- Anweisung zum Gebrauch der Wetterkarten, Berlin 1913
- Methodik des wetterkundlichen Unterrichts, Berlin 1915 (2. Auflage 1922)
- Chemie für landwirtschaftl. Schulen, 3. Aufl., Berlin 1922
- Schulwetterkunde, Berlin 1922
- Praktische Wetterkunde: Eine gemeinverständliche Anleitung zur Benutzung von Wetterkarten in Verbindung mit örtlichen Wetterbeobachtungen, 2. Aufl., Berlin 1922
- Wie unsere Weilburger Heimat entstand, Weilburg 1922
- Marburgs Witterung im Vergleich mit den Witterungsverhältnissen der umliegenden Berglandschaft, auf Grund 50jähriger Beobachtungen (Diss.), Berlin 1922